# Дмохи-Мрози
Дмохи-Мрози (пол. Dmochy-Mrozy) — село в Польщі, у гміні Чижев Високомазовецького повіту Підляського воєводства.
Населення — 54 особи (2011).
У 1975-1998 роках село належало до Ломжинського воєводства.

## Демографія
Демографічна структура станом на 31 березня 2011 року:
|          | Загалом | Допрацездатний вік | Працездатний вік | Постпрацездатний вік |
| -------- | ------- | ------------------ | ---------------- | -------------------- |
| Чоловіки | 29      | 5                  | 22               | 2                    |
| Жінки    | 25      | 4                  | 15               | 6                    |
| Разом    | 54      | 9                  | 37               | 8                    |